# Savallà del Comtat
Savallà del Comtat är en kommun i Spanien.   Den ligger i provinsen Província de Tarragona och regionen Katalonien, i den östra delen av landet, 400 km öster om huvudstaden Madrid. Arean är 14,8 kvadratkilometer. Savallà del Comtat gränsar till Llorac, Santa Coloma de Queralt, Conesa och Vallfogona de Riucorb. 
Terrängen i Savallà del Comtat är kuperad åt nordväst, men åt sydost är den platt.